# 생물환경공학
생물환경공학은 4개의 일반적인 분야로 구성되어 있다.: 방사선학, 산업위생, 환경 방호, 비상 대응
1970년대에 미 공군은 직원들의 건강을 보호할 방편을 시행해야하는 것이 필요하다는 것을 인식했다. 이는 군사 공중 위생의 요소를 포함했고 생물환경공학이라 불리는 arm으로 파생되었다. 그 시점으로부터 생물환경공학은 공군 직원들의 건강을 보호하는데 있어서 역할을 수행하고 있다.
본래 생물환경공학의 단체는 1947년 공군이 만들어졌을 때 미국군으로부터 공군으로 왔다. 그들은 미국 위생 부대의 나온 것이다. 1964년까지 공군 BEEs는 위생, 산업 위생 기술자들로 불렸다. 그들은 1965년에 Biomedical Sciences Corps가 만들어지기까지 Medical Service Corps 직원들이었다.